# Coatit (croiseur)
Pour les articles homonymes, voir Coatit (homonymie).
Le Coatit était un croiseur torpilleur de la Regia Marina, reclassé plus tard comme croiseur éclaireur et mouilleur de mines.

## Historique

### Premières années
Construit entre 1897 et 1900 dans le chantier naval de Castellammare di Stabia sur des plans de l’ingénieur du Génie naval Nabor Soliani, le croiseur (également classé comme cuirassé de 6e classe) se distinguait de son navire jumeau Agordat par la hauteur plus basse des cheminées,. Le principal problème du navire était sa vitesse modeste par rapport à la vitesse optimale pour les missions pour lesquelles il avait été conçu (défense côtière, reconnaissance et liaisons.
L’une des premières missions du navire fut une station en mer Rouge et en Afrique de l'Est, qui dura de juillet 1903 à février 1904,. Toujours en 1904, le Coatit a pris part à la campagne africaine pour éradiquer la piraterie en mer Rouge, où des boutres armés de pirates attaquaient les boutres des petits commerçants côtiers arabes.
Les 29 et 30 décembre 1908, après le catastrophique séisme du 28 décembre 1908 à Messine, le Coatit quitte Naples et transporte vers la ville dévastée le ministre des Travaux publics Pietro Bertolini, qui veut vérifier l’étendue des dégâts,.
Le 18 avril 1910, le croiseur est envoyé au Levant.

### Guerre italo-turque
En 1911-1912, pendant la guerre italo-turque, le Coatit opère sous le commandement de la IIe escadre navale (amiral Luigi Faravelli), agissant en tant que croiseur éclaireur,,.
Dans la première période, à partir du 29 septembre 1911, le navire a participé aux bombardements navals d’installations militaires sur la côte de Tripolitaine. Plus tard, il a également participé aux opérations de conquête de Rhodes. Il opère ensuite à nouveau en Libye, puis dans le golfe de Smyrne, au large de Mytilène et dans la baie de Kalamata.
Le 30 septembre 1911, le Coatit, avec les croiseurs cuirassés Giuseppe Garibaldi et Francesco Ferruccio et les destroyers Ostro, Euro, Freccia, Strale, Lanciere et Garibaldino, est envoyé au large de Tripoli (où se trouvaient déjà les cuirassés Roma et Napoli et le croiseur cuirassé Varese) pour exercer un blocus naval contre la ville.
À quatre heures de l’après-midi du 5 octobre 1911, le Coatit, avec deux destroyers, soutient le débarquement à Tripoli de 1732 hommes qui occupent la ville libyenne sous le commandement du capitaine Umberto Cagni. La nuit suivante, le navire éclaira avec des projecteurs le fort Sultanieh, d’où l’on pouvait entendre des tirs de fusil, et qui fut ensuite bombardé par des unités plus importantes.
Le 18 avril 1912, le Coatit, avec les croiseurs cuirassés Vettor Pisani, Giuseppe Garibaldi, Varese e Francesco Ferruccio, les destroyers Nembo et Turbine et les torpilleurs Climene, Procione, Perseo et Pegaso, participa au bombardement des forts ottomans Gum-galesch et Sed ul Bahr, sur le détroit des Dardanelles.
Le 4 mai 1912, le croiseur participe à l’occupation de Rhodes, au cours de laquelle il capture un vapeur ottoman,,,. Avec le cuirassé Regina Elena, le Coatit est envoyé bombarder la route côtière nord-ouest de l’île.
Le 5 mai, le croiseur est envoyé en patrouille entre Bodrum et Smyrne, avec le croiseur auxiliaire Duca di Genova et le destroyer Lancière, pour vérifier que les torpilleurs turcs basés à Bodrum ne tentent pas une attaque pour entraver l’occupation italienne de Rhodes. Après avoir constaté qu’il n’y avait pas de mouvement ou de forces ennemies, les navires italiens retournèrent à Rhodes.
Le 18 octobre 1912, la guerre prit fin pour les navires.
Après la guerre, le croiseur resta en Méditerranée orientale du 19 octobre 1912 au 10 janvier 1913, et fut basé en Cyrénaïque entre octobre 1913 et mars 1914,. En mars-avril 1914, le Coatit reste en mer Égée pendant quelques semaines,.

### Première Guerre mondiale
Le 4 juin 1914, le Coatit est reclassé comme croiseur éclaireur,.
Pendant la Première Guerre mondiale, le Coatit vieillissant a effectué environ quatre-vingt-dix missions de guerre, principalement dans le sud de l’Adriatique et de la mer Ionienne. En mai et août 1918, il participa également à la lutte anti-sous-marine dans le détroit de Sicile,.
En 1919, le vieux Coatit a été reclassé comme mouilleur de mines et a subi des modifications ultérieures : un mât a été retiré et l’armement a finalement été composé de 2 canons de 120/40 mm et de huit canons de 76/40 mm,.
Désarmé le 11 juin 1920, le mouilleur de mines a été envoyé à la démolition.